# Tour de France 1997
Tour de France 1997  blev arrangeret fra 5. til 27. juli 1997. Jan Ullrich vandt løbet samlet foran Richard Virenque og Marco Pantani. Ullrich var bare 23 år og vandt derfor også ungdomskonkurrencen. Erik Zabel vandt tre etaper og forsvarede den grønne trøje fra året før, og Richard Virenque vandt bjergtrøjen for fjerde år i træk.

## Samlede resultat
|    | Rytter               | Hold                         | Tid       |
| -- | -------------------- | ---------------------------- | --------- |
| 1  | Jan Ullrich          | Team Telekom                 | 100:30.35 |
| 2  | Richard Virenque     | Festina                      | + 9.09    |
| 3  | Marco Pantani        | Mercatone-Uno                | + 14.03   |
| 4  | Abraham Olano        | Banesto                      | + 15.55   |
| 5  | Fernando Escartín    | Kelme-Costa Blanca-Eurosport | + 20.32   |
| 6  | Francesco Casagrande | Saeco-Estro                  | + 22.47   |
| 7  | Bjarne Riis          | Team Telekom                 | + 26.34   |
| 8  | José María Jiménez   | Banesto                      | + 31.13   |
| 9  | Laurent Dufaux       | Festina                      | + 31.55   |
| 10 | Roberto Conti        | Mercatone-Uno                | + 32.26   |

## Etaperne
| Dato     | Etape    | Strækning                                   | km       | Etapevinder       | Samlet          |
| -------- | -------- | ------------------------------------------- | -------- | ----------------- | --------------- |
| 5. juli  | Prolog   | Rouen (enkeltstart)                         | 7,3 km   | Chris Boardman    | Chris Boardman  |
| 6. juli  | 1        | Rouen – Forges-les-Eaux                     | 192 km   | Mario Cipollini   | Mario Cipollini |
| 7. juli  | 2        | Saint-Valery-en-Caux – Vire                 | 262 km   | Mario Cipollini   | Mario Cipollini |
| 8. juli  | 3        | Vire – Plumelec                             | 224 km   | Erik Zabel        | Mario Cipollini |
| 9. juli  | 4        | Plumelec – Puy du Fou                       | 223 km   | Nicola Minali     | Mario Cipollini |
| 10. juli | 5        | Chantonnay – La Châtre                      | 261,5 km | Cédric Vasseur    | Cédric Vasseur  |
| 11. juli | 6        | Le Blanc – Marennes                         | 215,5 km | Jeroen Blijlevens | Cédric Vasseur  |
| 12. juli | 7        | Marennes – Bordeaux                         | 194 km   | Erik Zabel        | Cédric Vasseur  |
| 13. juli | 8        | Sauternes – Pau                             | 161,5 km | Erik Zabel        | Cédric Vasseur  |
| 14. juli | 9        | Pau – Loudenvielle                          | 182 km   | Laurent Brochard  | Cédric Vasseur  |
| 15. juli | 10       | Luchon – Andorra/Arcalis                    | 252,5 km | Jan Ullrich       | Jan Ullrich     |
| 16. juli | 11       | Andorra – Perpignan                         | 192 km   | Laurent Desbiens  | Jan Ullrich     |
| 17. juli | Hviledag | Hviledag                                    | Hviledag | Hviledag          | Hviledag        |
| 18. juli | 12       | Saint-Étienne – Saint-Étienne (enkeltstart) | 55,5 km  | Jan Ullrich       | Jan Ullrich     |
| 19. juli | 13       | Saint-Étienne – L'Alpe d'Huez               | 203,5 km | Marco Pantani     | Jan Ullrich     |
| 20. juli | 14       | Le Bourg-d'Oisans – Courchevel              | 148 km   | Richard Virenque  | Jan Ullrich     |
| 21. juli | 15       | Courchevel – Morzine                        | 208,5 km | Marco Pantani     | Jan Ullrich     |
| 22. juli | 16       | Morzine – Fribourg                          | 181 km   | Christophe Mengin | Jan Ullrich     |
| 23. juli | 17       | Fribourg – Colmar                           | 218,5 km | Neil Stephens     | Jan Ullrich     |
| 24. juli | 18       | Colmar – Montbéliard                        | 175,5 km | Didier Rous       | Jan Ullrich     |
| 25. juli | 19       | Montbéliard – Dijon                         | 172 km   | Mario Traversoni  | Jan Ullrich     |
| 26. juli | 20       | Disneyland – Disneyland (enkeltstart)       | 63 km    | Abraham Olano     | Jan Ullrich     |
| 27. juli | 21       | Disneyland – Paris                          | 147,5 km | Nicola Minali     | Jan Ullrich     |